# Carmen Mathews
Pour les articles homonymes, voir Mathews.
Carmen Mathews est une actrice américaine née le 8 mai 1914 à Philadelphie, Pennsylvanie (États-Unis), décédée le 31 août 1995 à Redding (États-Unis).

## Filmographie
- 1956 : Alfred Hitchcock présente, saison 2 épisode 4 : Kill with Kindness
- 1960 : Vénus au vison (BUtterfield 8) : Mrs. Jescott
- 1965 : À corps perdu (A Rage to Live) : Emily Caldwell
- 1963 : The Doctors (en) (série TV) : Theodora Van Alen #1 (1966)
- 1970 : Rabbit, Run : Mrs. Springer
- 1971 : Sam Hill: Who Killed Mr. Foster? (TV) : Abigail Booth
- 1971 : They Call It Murder (en) (TV) : Doris Kane
- 1972 : Les Rues de San Francisco (TV) : Sally Caswell
- 1972 : Sounder : Mrs. Boatwright
- 1976 : Widow (TV) : Carmen
- 1977 : Charlie Cobb: Nice Night for a Hanging (TV) : Miss Cumberland
- 1980 : Top of the Hill (TV) : Minna Ellsworth
- 1980 : Gauguin the Savage (TV) : Madame Jeanette
- 1983 : Daniel : Mrs. Ascher
- 1983 : Kennedy (feuilleton TV) : Mamie Eisenhover
- 1964 : Another World (série TV) : Bess Killworth (1983)
- 1990 : Les Derniers jours de bonheur (The Last Best Year) (TV) : Aunt Lizzie